# NGC 1496
NGC 1496 је расејано звездано јато у сазвежђу Персеј које се налази на NGC листи објеката дубоког неба.
Деклинација објекта је + 52° 39' 41" а ректасцензија 4h 4m 31,8s. Привидна величина (магнитуда) објекта NGC 1496 износи 9,6. NGC 1496 је још познат и под ознакама OCL 396.